# Haplochromis pachycephalus
Haplochromis pachycephalus е вид лъчеперка от семейство Цихлиди (Cichlidae).

## Разпространение
Видът е разпространен в Танзания и Уганда.